# Летський рейд
Ле́тський рейд (рос. Летский рейд) — селище у складі Слободського району Кіровської області, Росія. Входить до складу Шестаковського сільського поселення.
Населення становить 185 осіб (2010, 273 у 2002).
Національний склад станом на 2002 рік — росіяни 92 %.